# Saint-Raphaël Var Handball
O Saint-Raphaël Var Handball é um clube de handebol sediado em Saint-Raphaël (Var), França. Atualmente compete na Campeonato Francês de Handebol Masculino.